# Fusion Festival
Das Fusion Festival (Aussprache: ['fjuːʒən], kyrillisch Фузион) ist ein deutsches Musikfestival in Mecklenburg-Vorpommern, das mit weiteren kulturellen und künstlerischen Ausdrucksformen wie Theater, Kunstinstallationen und Performance-Kunst kombiniert wird. 

## Geschichte
Der Vorgänger des Festivals trug den Namen „U-Site-OA“ und fand 1996 mit etwa 800 Gästen statt.
Seit 1997 wird das Festival jährlich im Sommer auf dem ehemaligen Militärflugplatz in Lärz nahe dem Müritzsee ausgerichtet. Inzwischen besuchen an den meist vier Veranstaltungstagen (Donnerstag bis Sonntag) rund 70.000 Menschen das Festival. Träger des Festivals ist der 1999 gegründete Kulturkosmos Müritz e. V.
Die 26. Ausgabe des Fusion-Festivals fand vom 25. bis 29. Juni 2025 statt. Das nächste Fusion-Festival soll vom 24. bis 28. Juni 2026 stattfinden.

## Konzept

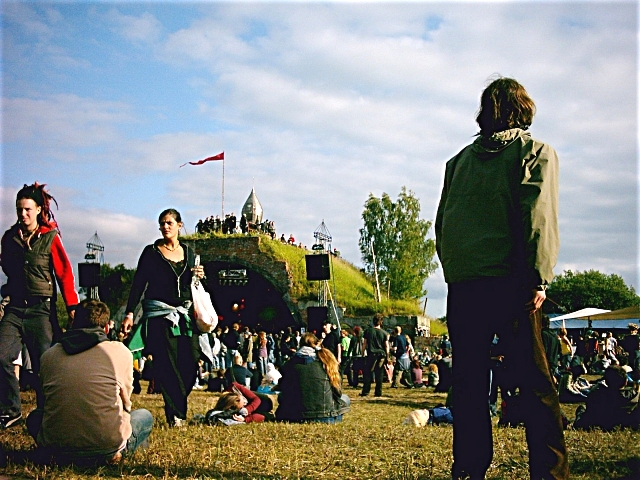
Festivalgelände (2004)

Das Ziel der Fusion wird von den Veranstaltern mit dem Begriff „Ferienkommunismus“ beschrieben. Abseits der etablierten Gesellschaft soll eine temporäre Parallelgesellschaft entstehen, die möglichst frei von Zwängen und Kontrollen ist. Nach eigenen Angaben legen die Veranstalter großen Wert auf gegenseitige Toleranz sowie eine umweltschonende und unkommerzielle Ausrichtung des Festivals. Es gibt keine Großsponsoren und keine Werbung auf dem Festivalgelände; auf mediale Berichterstattung wird bewusst verzichtet. Das gastronomische Angebot beschränkt sich ausschließlich auf vegetarische und vegane Speisen. Seit 2014 ist zudem ein Awareness-Team vor Ort.

## Musik
Das musikalische Programm umfasst nahezu den gesamten Bereich der elektronischen Musik, wie Minimal, Techno, House, Drum and Bass, Dubstep, Breakbeat, Dub, (Progressive) Trance und Goa. Darüber hinaus werden auch Genres wie Hip-Hop, Jazz, Liedermaching, Rock, Punk, Metal, Polka, Ska und Reggae sowie Dancehall, in geringem Umfang auch Klezmer und speziellere Musikrichtungen wie finnischer Tango und andere Live-Musik präsentiert. Ergänzt wird das Angebot durch ein vielfältiges Theater-, Kabarett-, Hörspiel- und Kinoprogramm sowie durch Performances und Live-Installationen.
2010 wurde der Track Frazy von Synapsenkitzler häufig gespielt, das später von Scooter auf dem Album Music for a Big Night Out gecovert wurde.

## Veranstaltungsgelände
Der Flugplatz Lärz wurde bis 1993 von der russischen Armee genutzt und im Jahr darauf für die zivile Nutzung freigegeben. Am 30. April 2003 erwarb der Verein Kulturkosmos Müritz das Gelände. Auf dem Areal befinden sich zwölf ehemalige, mit Rasen überwachsene Flugzeughangars, die als grüne Hügel dem Festivalgelände einen unverwechselbaren Charakter verleihen und auch bei schlechtem Wetter ein vielfältiges Programm ermöglichen. 
Eine bauliche Trennung zwischen Camping- und Festivalgelände besteht nicht. Nach Angaben des Vereinsvorstands Martin Eulenhaupt mussten die Außenzäune des Geländes verdoppelt werden, nachdem 2013 mehrere tausend Personen ohne Ticket die Zäune überklettert hatten.

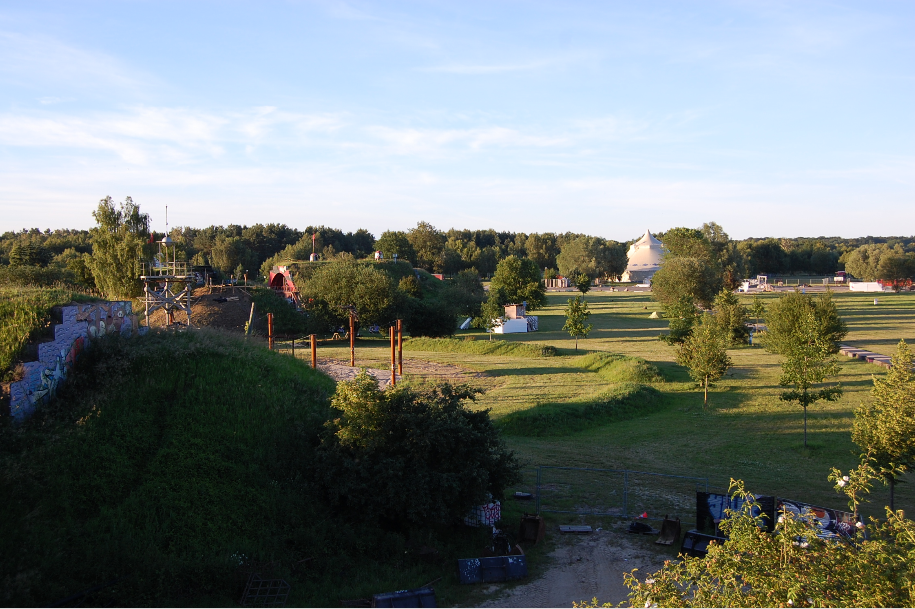
Blick vom Hangar Richtung Turmbühne, 2014
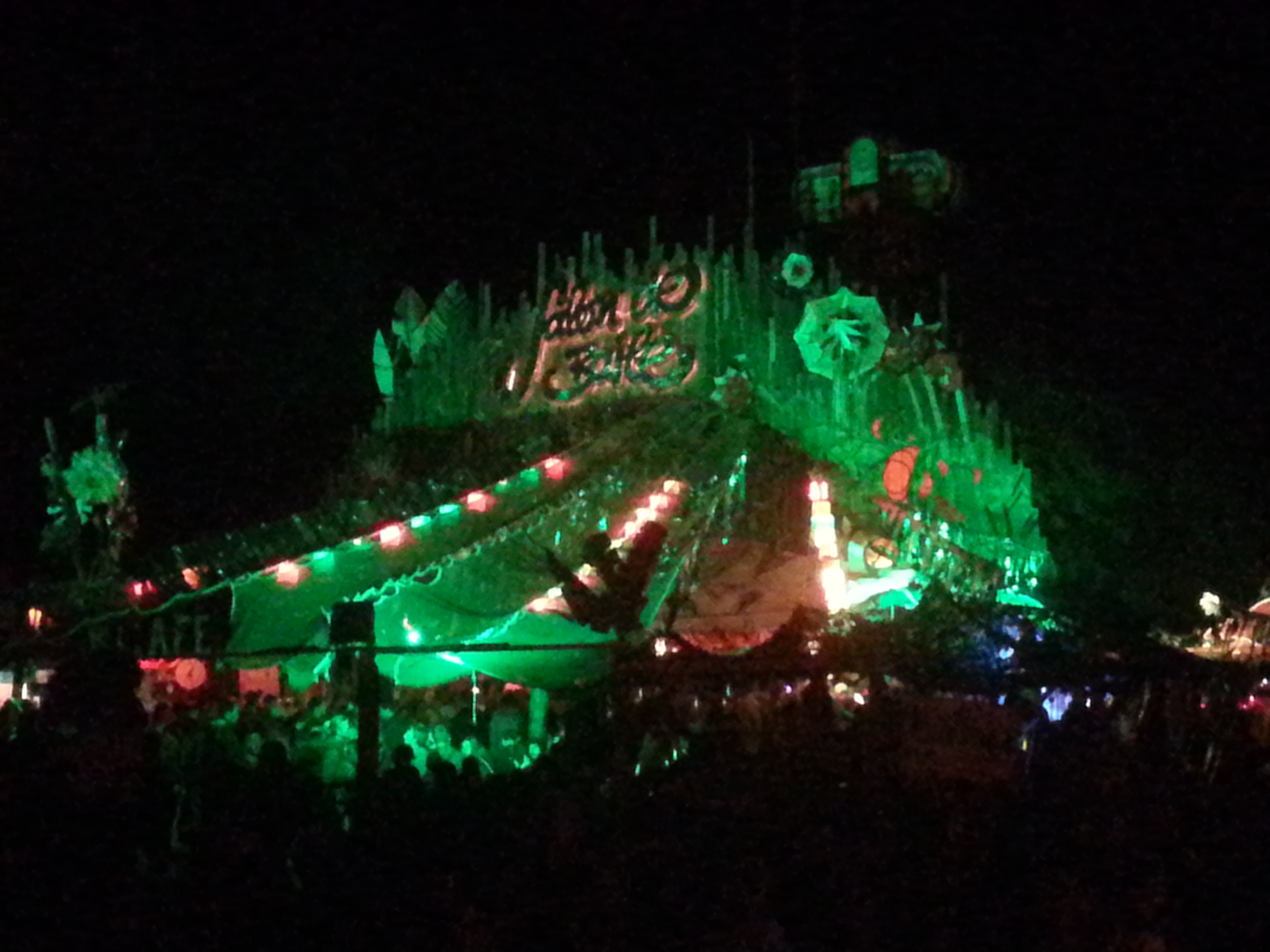
Salon de Baile bei Nacht, 2013
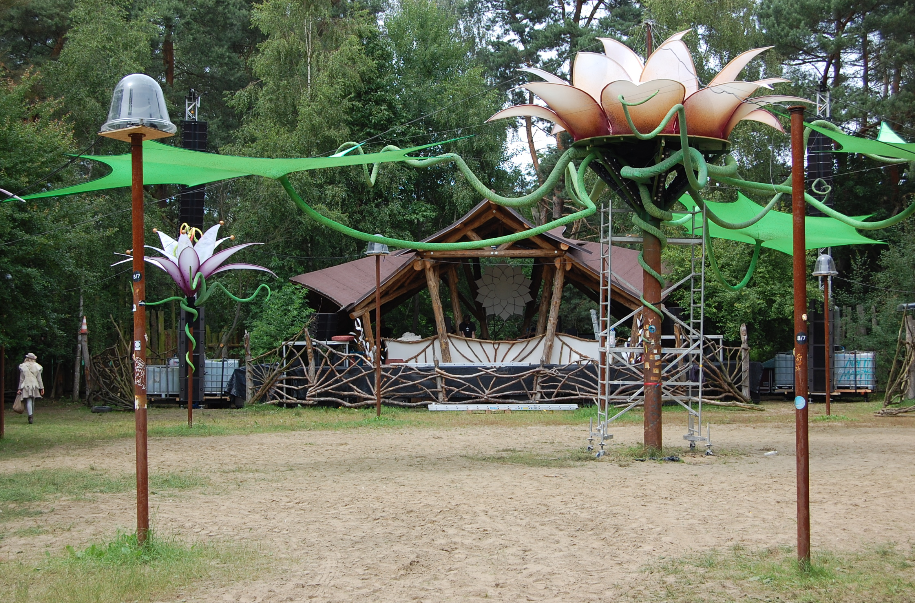
Trancefloor, 2014
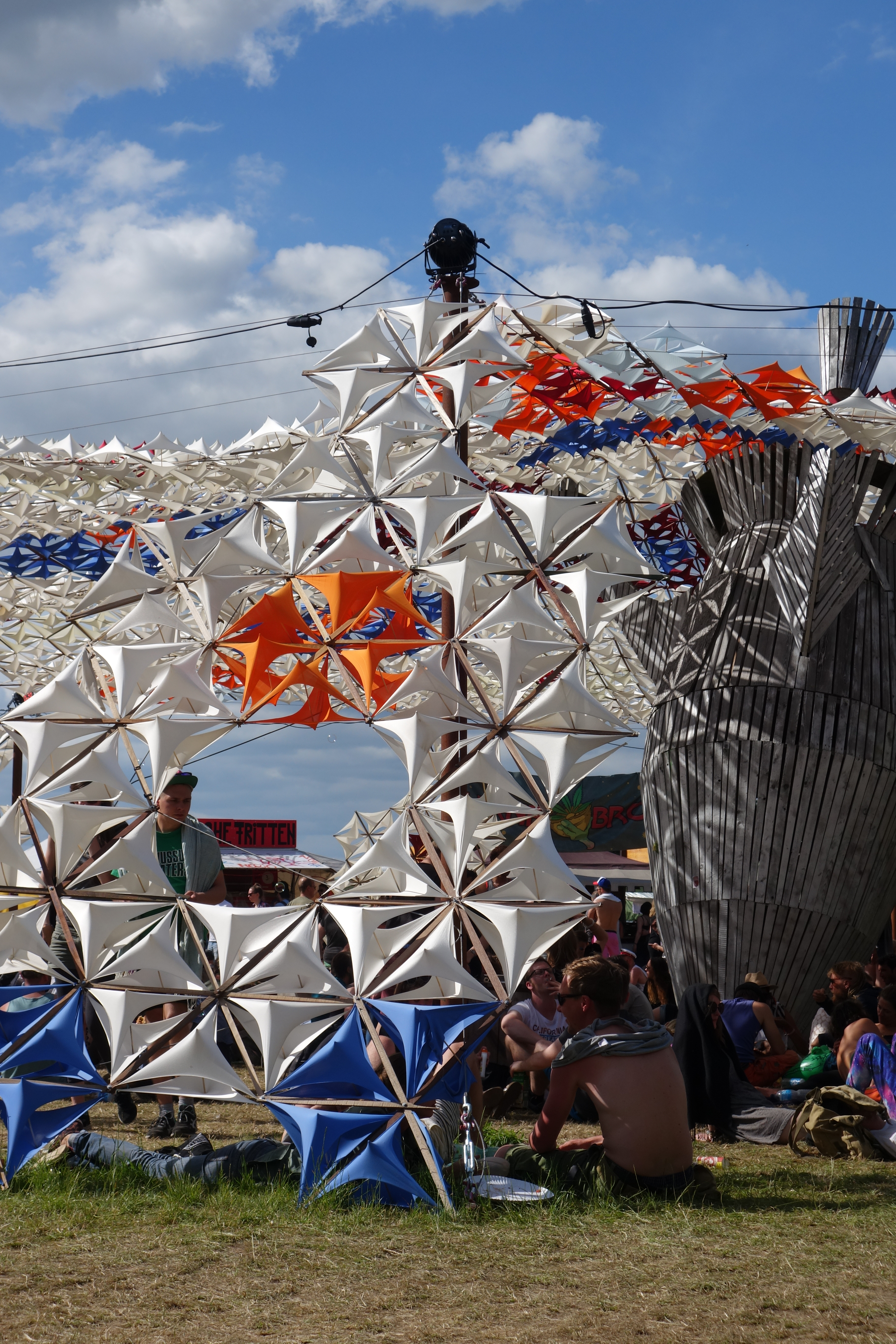
Begehbare Installation, 2015

## Entwicklung

### Besucherzahlen
Die Zahl der Tickets für das Fusion Festival ist seit 2010 limitiert, und der Verkauf erfolgt nur noch im Vorverkauf. Seit 2012 werden die Eintrittskarten ausschließlich über ein Losverfahren vergeben. Nach polizeilichen Angaben lag die Besucherzahl auf dem Festivalgelände 2023 zeitweise bei mehr als 80.000. Die Entwicklung der Besucherzahlen stellt sich wie folgt dar:
| 2004: | 15.000 |
| 2005: | 22.000 |
| 2006: | 30.000 |
| 2007: | 34.000 |
| 2008: | 45.000 |
| 2009: | 60.000 |
| 2010: | 53.000 |

| 2011: | 55.000 |
| 2012: | 55.000 |
| 2013: | 70.000 |
| 2014: | 70.000 |
| 2015: | 70.000 |
| 2016: | 70.000 |
| 2018: | 70.000 |

| 2019: | 70.000 |
| 2021: | 30.000 |
| 2022: | 67.000 |
| 2023: | 80.000 |
| 2024: | 79.000 |
| 2025: | 70.000 |

### Kontroverse um Sicherheitskonzept 2019
Seit 2013 ist für die Genehmigung des Festivals ein Sicherheitskonzept erforderlich. Im Mai 2019 erklärte der Präsident des Polizeipräsidiums Neubrandenburg, Nils Hoffmann-Ritterbusch, das vorgelegte Konzept erfülle die neuen polizeilichen Anforderungen nicht, unter anderem fehle ein ausreichender Flucht- und Rettungswegeplan und eine Polizeiwache auf dem Gelände. Das Angebot der Veranstalter, eine Wache außerhalb des Geländes einzurichten, wurde abgelehnt.
Das bereits zwei Monate zuvor erstellte Einsatzkonzept der Polizei für das Festival sah Räumpanzer, Wasserwerfer und bis zu 1000 Beamte mit „Beweissicherungs- und Festnahmeeinheiten“ sowie „Technische Maßnahmen Öffnen und Lösen“ vor. Die Veranstalter starteten einen Aufruf, den innerhalb weniger Tage über 130.000 Menschen unterzeichneten.
Nachdem Mecklenburg-Vorpommerns Innenminister Lorenz Caffier vermittelte und die Veranstalter ein neues Sicherheitskonzept vorlegten, wurde das Festival genehmigt. Eine Wache sollte wie in den Vorjahren direkt am Festgelände stationiert werden; die Beamten sollten anlassbezogen ungehindert Zugang auf das Gelände erhalten.

### Absage des Festivals 2020 und 2021,Plan:et C
Am 9. April 2020 gaben die Veranstalter bekannt, das für den Sommer geplante Festival aufgrund der COVID-19-Pandemie abzusagen. Nach Veranstalterangaben war das Festival mit rund 70.000 Tickets bereits ausverkauft.
Für 2021 wurde geplant, das Fusion Festival auf zwei Wochenenden mit je 35.000 Besuchern aufzuteilen. Jedoch wurden dann die Veranstaltungen im Mai 2021 aufgrund der anhaltenden Pandemie erneut abgesagt. Gleichzeitig mit der Absage gaben die Veranstalter bekannt, dass im Spätsommer ein auf drei Wochenende aufgeteiltes Festival mit je 10.000 Besuchern auf demselben Gelände stattfinden sollte. Diese Veranstaltungen trugen den Namen Plan:et C und fanden mit einem zeitlich verkürzten und auf weniger Bühnen reduzierten Programm statt. Zunächst wurde nur der erste Termin vom 20. bis 23. August von den Behörden genehmigt und konnte wie geplant als Plan:et C Alpha durchgeführt werden. In Folge konnten aber auch Plan:et C Beta am 27. bis 29. August sowie Gamma vom 17. bis 19. September 2021 stattfinden.

### Defizit nach dem Festival von 2022
Nach der 2022 wieder als Fusion Festival stattgefundenen Veranstaltung meldeten die Organisatoren ein existenzgefährdendes Defizit von etwa 1,5 Millionen Euro. Die Insolvenz konnte jedoch abgewendet werden.